# Bhekimpi Dlamini
Bhekimpi Alpheus Dlamini (26 novembre 1924 – Mbabane, 1º novembre 1999) è stato un politico swati, che è stato Primo ministro dello Swaziland dal 25 marzo 1983 al 6 ottobre 1986. Nipote del re Sobhuza II, è stato anche capo di Nkhaba fino alla sua morte, avvenuta il 1 novembre 1999. Dlamini è stato anche un giocatore di calcio e un veterano della seconda guerra mondiale per l'esercito britannico.
Dlamini era un politico swazilandese noto per essere pro-apartheid in Sudafrica e tradizionalista. Nel 1983, fu scelto come Primo Ministro dal Liqoqo (Consiglio Supremo), in sostituzione del principe Mabandla Dlamini dopo che ci furono conflitti tra Mabandla e altri membri del congresso guidati da Mfanasibili Dlamini durante la reggenza della regina Dzeliwe. Dzeliwe era contraria a questo cambiamento e questo portò al suo licenziamento dall'incarico di reggente e la sua sostituzione con la regina Ntfombi.
Bhekimpi iniziò a perseguitare coloro che erano fuggiti dal regime dell'apartheid sudafricano. Dopo le proteste studentesche, chiuse anche l'Università dello Swaziland; tutto ciò provocò la rinascita del Movement for Swazi Liberation, allora guidato dal principe Clement Dusima Dlamini. Bhekimpi fu licenziato dal re Mswati III, suo cugino, nel 1986 dopo aver detenuto il potere per soli tre anni.